# 투휘석

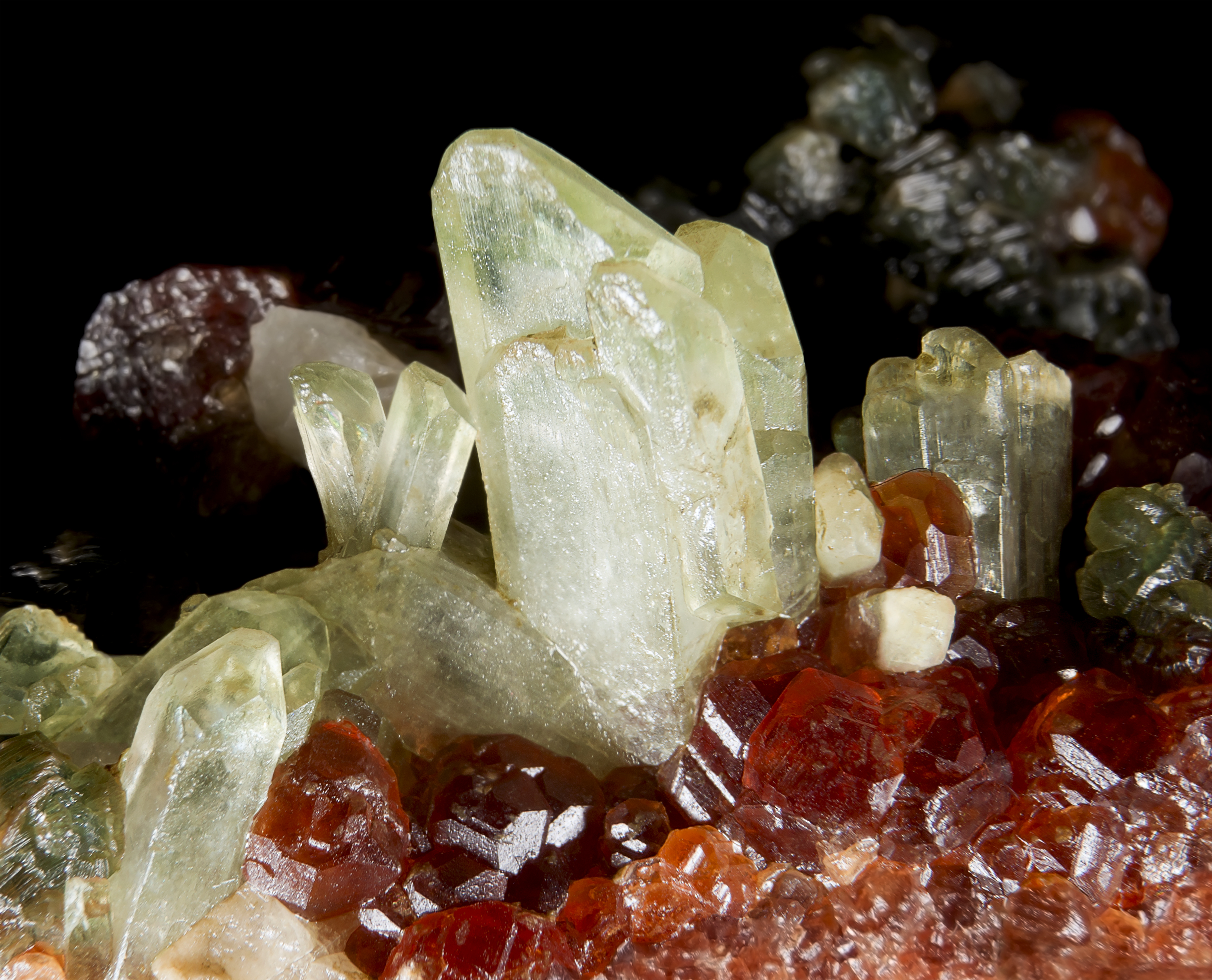
투휘석

투휘석(透輝石, diopside)은 단사정계 휘석 광물이다.

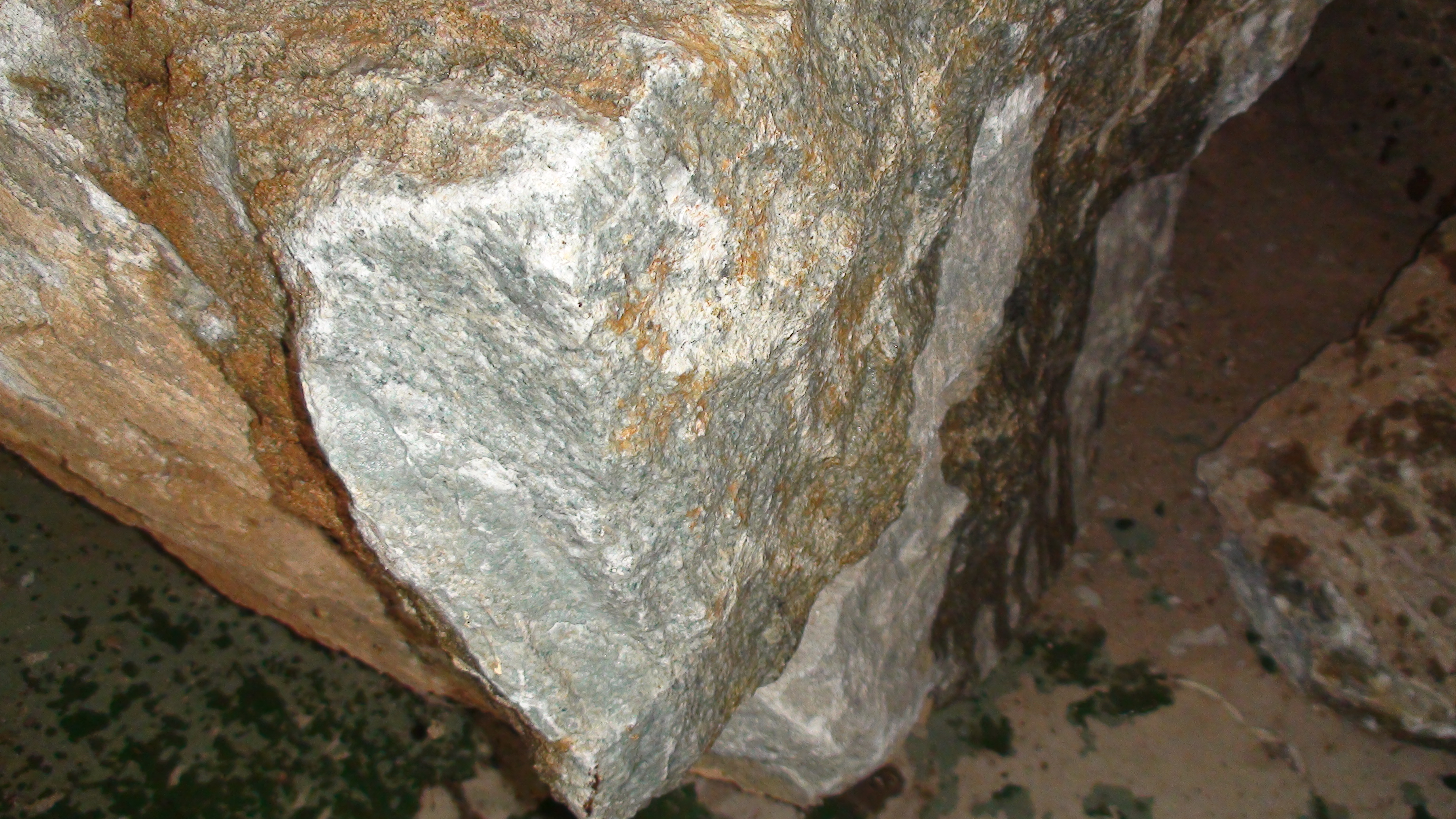
2011년 4월, 파주 문산에서 발견된 석영-투휘석 원석